# پادشاه بونسو
پادشاه بونسو (به کره‌ای: 분서왕)، (سلطنت: ۲۹۸~۳۰۴ میلادی)؛ دهمین پادشاه بکجه بود. او به عنوان پسر ارشد پادشاه چکگیه به سلطنت رسید.

## پیش‌زمینه
او پسر ارشد پادشاه چکگیه بود. او پس از مرگ پادشاه چکگیه درسال ۲۹۸ میلادی هنگامی که در سیزدهمین سال سلطنت خود در جنگ کشته شد، پادشاه شد. سامگوک ساگی نوشته است که: «از جوانی باهوش بود و در انجام مناسک خود شجاع و راستگو بود».

## سلطنت
او به جنگ با فرمانداری لیلانگ که نیروهایش پدرش را کشته بودند ادامه داد. او درسال ۳۰۴ میلادی یک ناحیه غربی فرمانداری لیلانگ را تصرف کرد. به گفته سامگوک ساگی، فرماندار لیلانگ پس از آن یک قاتل را فرستاد که او را کشت.
سامگوک ساگی:
- ۲۹۸ میلادی، زمستان، ماه دهم. سرمای بزرگی بود.
- ۲۹۹ میلادی، بهار، ماه اول. پادشاه از آرامگاه پادشاه دونگمیونگ بازدید کرد.
- ۳۰۲ میلادی، تابستان، ماه چهارم. یک دنباله دار در طول روز دیده شد.
- ۳۰۴ میلادی، بهار، ماه دوم. پادشاه بونسو مخفیانه لشکری را رهبری کرد تا برود و قلمرو غربی فرمانداری لیلانگ را تصرف کند.  زمستان، ماه دهم. پادشاه بونسو توسط قاتل فرستاده شده توسط فرماندار لیلانگ کشته شد.

## میراث
با مرگ پادشاه بونسو، از نوادگان هشتمین پادشاه، پادشاه گوی، خانواده سلطنتی رقیب که از نسل پنجمین پادشاه، پادشاه چوگو بودند، تاج و تخت را به استثنای سلطنت کوتاه پسر پادشاه بونسو، پادشاه گیه به عنوان دوازدهمین پادشاه به دست گرفتند.

## خانواده
- پدر: پادشاه چکگیه
- مادر: بانو بوگوا - دختر فرماندار دایفانگ
- ملکه (ها): ناشناخته
  - پسر: بویو گیه - پسر ارشد، دوازدهمین پادشاه بکجه، پادشاه گیه